# العلاج المساعد الجديد
العلاج المساعد الجديد (بالإنجليزية: Neoadjuvant therapy) هو عملية إعطاء العوامل العلاجية قبل العلاج الرئيسي. أحد الأمثلة على ذلك هو العلاج الهرموني قبل العلاج الإشعاعي الجذري لسرطان البروستاتا الغدي. يهدف العلاج المساعد الجديد إلى تقليل حجم السرطان أو مدى انتشاره قبل استخدام التدخل العلاجي الجذري، مما يجعل الإجراءات أسهل وأكثر احتمالية للنجاح ويقلل من عواقب تقنية العلاج الأكثر شمولاً، والتي ستكون مطلوبة إذا لم يتم تقليل الورم في الحجم أو المدى.
يستخدم هذا العلاج سواء كان (العلاج الكيميائي أو العلاج المناعي أو العلاج الهرموني) أو العلاج الإشعاعي بشكل شائع في السرطانات المتقدمة، والتي يخطط لها الأطباء لعملية جراحية في مرحلة لاحقة، مثل سرطان البنكرياس. يمكن أن يؤدي استخدام هذا العلاج بشكل فعال إلى تقليل صعوبة ومراضة الإجراءات الأكثر شمولاً.
يمكن أن يؤدي استخدام العلاج إلى تحويل الورم من غير قابل للعلاج إلى قابل للعلاج عن طريق تقليص الحجم. يعطي بعض الأطباء العلاج على أمل رؤية استجابة، ويمكنهم بعد ذلك تحديد أفضل مسار للعمل. في بعض الحالات، يمكن للتصوير بالرنين المغناطيسي أن يتنبأ باستجابة المريض للعلاج المساعد الجديد، على سبيل المثال في سرطان المبيض.
ليس كل شخص مناسبًا للعلاج المساعد الجديد لأنه قد يكون شديد السمية. يتفاعل بعض المرضى بشدة بحيث يتم منع المزيد من العلاجات، وخاصة الجراحة، ويصبح المريض غير قابل للتخدير .[بحاجة لمصدر]